# 雨久花属
雨久花属（学名：Monochoria）是雨久花科下的一个属，为水生草本植物。该属共有6种，分布于东亚至澳大利亚。